# Idiotarmon quadrivittatus
Idiotarmon quadrivittatus là một loài bọ cánh cứng trong họ Elateridae. Loài này được Ragusa miêu tả khoa học năm 1893.